# Giovanni Battista Caproni
Giovanni "Gianni" Battista Caproni, född 3 juli 1886 i Massone di Arco, död 27 oktober 1957 i Rom, var en italiensk flygingenjör och flygplanskonstruktör som grundade flygplanstillverkaren Caproni.
Caproni studerade byggteknik vid Tekniska högskolan i München och fortsatte sedan sin utbildning i Belgien där han blev intresserad av flygteknik. Efter Med hjälp av sin bror och flera lokala hantverkare byggde han sin första flygande prototyp, Caproni Ca.1, det första flygplanet som byggdes i Italien. Ca.1 flög för första gången 1910 vid Cascina Malpensa i Lombardiet, där flygplatsen Malpensa anlades.
1913–1914 konstruerade Caproni ett långräckviddigt tremotorigt bombflygplan som var ett biplan. Detta gav Caproni många militära beställningar, särskilt efter att Italien gick in i första världskriget 1915. Under 1920-talet öppnade Caproni verksamhet i flera andra länder, bland annat USA, och hade kontroll över flera andra företag som Isotta Fraschini och Officine Meccaniche Italiane Reggiane. Produktionen omfattade under denna period alla förekommande typer av flygplan, militära, civila, räddningsflyg och sjöflygplan.
Capronis bombflygplan och transportflygplan köptes bland annat in av Flygvapnet i Sverige. Redan i mitten av 1930-talet provflög Caproni ett plan med en jetmotor, Caproni Campini N.1, med Secondo Campini som konstruktör.
När Italien gick in i andra världskriget 1940 hamnade krigsproduktionen i fokus, framför allt bombflygplan och jaktflygplan från Officine Reggiane. De allierades bombningar skadade och förstörde dock många fabriker. Efter Italiens kapitulation 1943 började Nazityskland flytta Capronis fabriker och anställda från Italien, vilket Caproni försökte motsätta sig.